# Bristol (Wirginia)
Bristol – niezależne miasto (city) w południowo-zachodniej części stanu Wirginia, na granicy ze stanem Tennessee, w Stanach Zjednoczonych. Wraz z Bristolem w stanie Tennessee tworzy jeden organizm miejski, choć administracyjnie są to dwa oddzielne byty. W 2013 roku miasto liczyło 17 341 mieszkańców.
W 1771 roku założona została tutaj placówka handlowa i fort. Wcześniej obszar ten zamieszkany był przez Czirokezów. Miejscowość została oficjalnie założona w 1856 roku pod nazwą Goodson. W 1890 roku otrzymała ona prawa miejskie, a jej nazwa zmieniona została na Bristol (od miasta Bristol w Anglii). W 1901 roku zakończony został spór o przebieg granicy stanowej z sąsiednim Bristolem w Tennessee – wytyczono ją wzdłuż State Street, głównej arterii komunikacyjnej przecinającej miasto ze wschodu na zachód.